# Gabriel Orozco
Gabriel Orozco (Xalapa, 1962) è un artista messicano.

## Biografia
Definito "uno dei più autorevoli di questo decennio, e probabilmente anche del prossimo" dal critico d'arte Francesco Bonami, in Parachute, 1998. È nato a Jalapa, Veracruz, in Messico e ha compiuto la sua formazione alla Escuela Nacional de Artes Plasticas tra il 1981 e il 1984. Poi ha continuato gli studi a Madrid al Círculo de Bellas Artes tra il 1986 e il 1987. Costanti viaggiatori del mondo dal 1991, Orozco e sua moglie Maria Gutierrez, insieme a loro figlio Simón, dividono il loro tempo tra Parigi, New York e Mexico City.

## Vita
Figlio di Cristina Félix Romandía e Mario Orozco Rivera, professore d'arte all'Università di Veracruz. Il suo interesse per l'arte nasce grazie a suo padre, il quale lo portava sempre con sé quando il lavoro lo portava nei musei o nelle esposizioni. Durante la sua formazione entrò in contatto con diversi ambienti, in particolare il Circolo di Belle Arti di Madrid fu importante per lui poiché gli permise di conoscere una serie di artisti del dopoguerra che lavoravano esprimendosi attraverso formati non tradizionali. Nel 1987 creò nella sua casa, insieme a un gruppo di artisti (Damián Ortega, Gabriel Kuri, Abraham Cruzvillegas e il Dr. Lakra), un luogo importante in cui presero forma una serie di progetti artistici e culturali. Il suo essere nomade lo portò ad esplorare i luoghi pubblici in maniera diversa, cercando continuamente ispirazione negli oggetti e nelle cose più semplici.
Il suo principale obiettivo era quello di creare una rottura con la corrente precedente che includeva la presenza di studi artistici di grandi dimensioni, un numero abbastanza elevato di assistenti e tecniche elaborate di produzione e distribuzione, cosa che lui contrastò in toto.
La caratteristica del suo lavoro gira intorno ai temi della ripetizione e include spesso degli oggetti utilizzati nella quotidianità, questo con l'obiettivo di creare una relazione con il pubblico, spingendolo all'esplorazione e stimolando la sua immaginazione.
I mezzi artistici che utilizza sono vari e includono: il disegno, le installazioni, la fotografia, la scultura e i video.

## Opere

### 1995. Until you find another yellow Schwalbe
1995. Until you find another yellow Schwalbe, è un'immagine che mostra 40 fotografie molto simili tra loro, che hanno come protagonista la motocicletta Schwalbe di un colore giallo sgargiante. Trentanove di queste si compongono di due motociclette parcheggiate l'una accanto all'altra in diverse zone della città di Berlino, una sola invece si compone di tre motociclette, tutte dello stesso giallo acceso.
Le immagini seguono una sequenza prestabilita dall'autore (anche se non tutte le esposizioni mostrano la stessa sequenza predefinita), ovvero una linea orizzontale che ha come ultima foto quella con le tre moto una accanto all'altra davanti al muro della Neue National Galerie. L'ambiente intorno non è fondamentale, i colori hanno dunque dei toni un po' più cupi (sfumature del grigio, del marrone e di altri colori neutri). Le moto sono invece rappresentate nella parte centrale della fotografia in posizione frontale o di profilo.
Questo lavoro fu portato a termine da Orozco nel 1995 a Berlino, durante la sua permanenza nella città grazie al DAAD artist-in-residence. Comprò lo scooter giallo della Schwalbe poco tempo dopo il suo trasferimento e iniziò, quasi come un gioco per sentirsi meno solo, a girare per le strade di Berlino fermandosi ogni qualvolta ne incontrasse un altro uguale e fotografandoli insieme. Era un modello tra i più economici allora, era prodotto nella Germania dell'est ed era abbastanza semplice incontrarne di simili per strada. Era una sorta di simbolo che rappresentava la recente unificazione della città.
A ogni scatto, l'artista lasciava poi un biglietto col quale invitava il motociclista proprietario della moto fotografata a un incontro alla Neue National Galerie di Berlino, nella quale si sarebbe svolto il sesto anniversario dell'unificazione della Germania.
Alla fine di un periodo di tre mesi circa aveva raccolto 40 foto. Solo due di loro lo raggiunsero alla mostra (ultima foto della serie con le tre moto insieme).
Il titolo mette in evidenza l'approccio sistematico utilizzato da Orozco nello svolgimento del lavoro, che include l'uso di azioni sottili intraprese in pubblico e che sono poi documentate attraverso fotografie o oggetti.
La ripetizione, che può spesso apparire noiosa, risulta qua essere invece avvincente e affascinante, è come se trasmettesse un senso di ottimismo nel vedere che gli scooter non si trovano e non si troveranno mai soli. La composizione fotografica è sicuramente resa più ricca dall'insieme delle immagini uguali e ripetute, che funzionano molto più nella loro totalità piuttosto che come immagini individuali.
Nel 1996, lo storico dell'arte Benjamin Buchloh, notò come tale lavoro fu fatto da Orozco nella parte della Germania est: il che suggerisce senz'altro come esso sia a reflection on the wasted opportunities of a socialist countermodel ... that had been once at hand.

## Mostre
Gabriel Orozco è rappresentato dalla galleria Marian Goodman di New York, dalla Galerie Chantal Crousel a Parigi, e dalla Galeria Kurimanzutto di Città del Messico.
Ha avuto mostre personali nei seguenti musei:
2010
- Kunstmuseum, Basilea

2009
- MOMA, New York

2006
- Museo del Palacio de Bellas Artes, Città del Messico
- Museum Ludwig, Colonia (Germania)

2005
- Palacio de Cristal, Museo Nacional Centro de Arte Reina Sofia, Madrid

2004
- Hirshhorn Museum, Washington
- Serpentine Gallery, Londra

2001
- The Museum of Contemporary Art, Los Angeles
- Museo Internacional Rufino Tamayo, Città del Messico
- Museo de Arte Contemporaneo de Monterrey, Monterrey

1999
- Portikus, Francoforte sul Meno
- Centre pour l'Image Contemporaine, Ginevra
- Philadelphia Museum of Art, Filadelfia

1998
- St. Louis Museum of Art, Saint Louis
- Centro Fotográfico Alvarez Bravo, Oaxaca
- ARC/Musée Nationale d'Art Moderne de la Ville de Paris, Parigi

1997
- Stedelijk Museum, Amsterdam

1996
- Kunsthalle Zürich, Zurigo
- Institute of Contemporary Art, Londra

1994
- Museum of Contemporary Art, Chicago

1993
- Museum of Modern Art, New York